# انتون فورستر
انتون فورستر (انگلیسی: Anton Forrester؛ زادهٔ ۱۱ فوریهٔ ۱۹۹۴) بازیکن فوتبال اهل بریتانیا است.
از باشگاه‌هایی که در آن بازی کرده‌است می‌توان به باشگاه فوتبال مورکم، باشگاه فوتبال بلکبرن روورز، و باشگاه فوتبال بری اشاره کرد.